# Ramonaka
Ramonaka è un villaggio del Botswana situato nel distretto di Kgatleng, sottodistretto di Kgatleng. Il villaggio, secondo il censimento del 2011, conta 573 abitanti.